# George W. Scranton

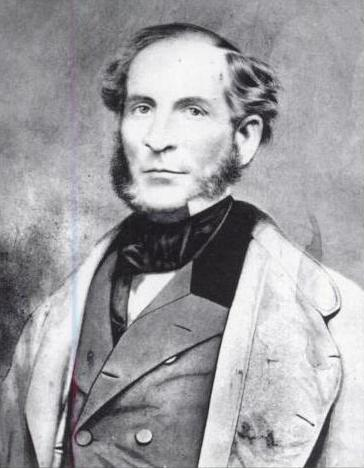
George W. Scranton

George Whitfield Scranton (* 11. Mai 1811 in Madison, Connecticut; † 24. März 1861 in Scranton, Pennsylvania) war ein US-amerikanischer Politiker. Zwischen 1859 und 1861 vertrat er den Bundesstaat Pennsylvania im US-Repräsentantenhaus.

## Werdegang
George Scranton war ein Cousin zweiten Grades des Kongressabgeordneten Joseph A. Scranton (1838–1908). Er besuchte die öffentlichen Schulen seiner Heimat und die Lee’s Academy. Im Jahr 1828 zog er nach Belvidere in New Jersey. Dort stieg er schnell von einem einfachen Fahrer von Gespannfahrzeugen zum reichen Kaufmann auf. Zwischen 1835 und 1839 arbeitete er auch in der Landwirtschaft. 1839 stieg er zusammen mit seinem Bruder Selden in die Eisenbranche ein. In Pennsylvania gründeten sie die Firma Lackawanna Iron & Coal Co. und die Stadt Scranton. Das Unternehmen schmolz Eisen mit Hilfe der einheimischen Anthrazitkohle. Der Durchbruch gelang den Scranton-Brüdern mit dem Voranschreiten des Eisenbahnbaus in den späten 1840er Jahren und deren Metallbedarf für Schienen. Zuvor war das Material für die Eisenbahnschienen aus England importiert worden. Die Scranton-Firma wurde zum zweitgrößten Stahlhersteller weltweit.
George Scranton betätigte sich in der Folge auch selbst im Eisenbahngeschäft und wurde unter anderem Präsident zweier Eisenbahngesellschaften. Gleichzeitig schlug er als Mitglied der Republikanischen Partei eine politische Laufbahn ein. Bei den Kongresswahlen des Jahres 1858 wurde er im zwölften Wahlbezirk von Pennsylvania in das US-Repräsentantenhaus in Washington, D.C. gewählt, wo er am 4. März 1859 die Nachfolge des Demokraten Paul Leidy antrat. Nach einer Wiederwahl konnte er bis zu seinem Tod am 24. März 1861 im Kongress verbleiben. Diese Zeit war von den Ereignissen im unmittelbaren Vorfeld des Bürgerkrieges geprägt.